# Biblioteca Austria Timișoara
Biblioteca Austria Timișoara (deutsch Österreich-Bibliothek Temeswar) wurde am 28. Februar 1992 am Bulevardul Vasile Pârvan Nummer 4 im III. Bezirk Elisabetin der westrumänischen Stadt Timișoara eröffnet und ist eine von insgesamt 61 Österreich-Bibliotheken im Ausland. Sie ist räumlich und organisatorisch der West-Universität Temeswar angegliedert. Träger sind die Österreichische Gesellschaft für Literatur in Wien und das Österreichische Kulturforum in Bukarest.

## Beschreibung
Die Österreich-Bibliothek Temeswar wurde am 20. Februar 1992 im Beisein des damaligen österreichischen Außenministers Alois Mock eröffnet. An der Gründung beteiligten sich die West-Universität Temeswar und die österreichische Botschaft Bukarest. 
2012  ist sie eine von 61 Österreich-Bibliotheken im Ausland, die seit den 1980er Jahren in 28 Staaten  Mittel-, Ost- und Südosteuropas eingerichtet wurden. Die  Österreich-Bibliothek Temeswar gilt mit einem Bestand von mehr als 10.000 Büchern und Periodika und mit zirka 2000 Lesern jährlich, als größte deutschsprachige Leihbücherei in der rumänischen Westregion. 
Sie ist heute eine Filiale der Zentralen Universitätsbibliothek und wird von Roxana Nubert, Leiterin des Fachbereichs Germanistik, geleitet. Bibliothekarin ist Karin Dittrich. Die Betreuung der Bibliothek erfolgt in Wien durch die Österreichische Gesellschaft für Literatur und in Rumänien durch das Österreichische Kulturforum Bukarest.

## Zielsetzung
Durch ihren Buchbestand und ihr Kulturprogramm mit Lesungen österreichischer Schriftsteller, Vorträgen, Konzerten und Ausstellungen trägt die Österreich-Bibliothek Temeswar dazu bei, die österreichische Kultur in Rumänien bekannt zu machen. 
Zu Gast in Timișoara waren Autoren der modernen österreichischen Literatur wie Peter Rosei, Marianne Gruber, Ilse Tielsch, Lilian Faschinger, Karl Markus Gauß oder Martin Pollack. 
Im Laufe der Jahre waren hier Vorträge von Kulturpersönlichkeiten wie Peter Kampits, Peter Wiesinger, Johannes Poigenfürst, Max Demeter Peyfuss, Harald Heppner, Harald Haslmayer oder Rainer Schubert zu hören. 
Aus den die Grundausstattung umfassenden Bereichen haben sich österreichische Literatur, Kinder- und Jugendliteratur, Literaturwissenschaft und Geschichte als inhaltliche Schwerpunkte herausgebildet. Die Bibliothek wird vor allem von Studenten der Germanistikfakultät genutzt, aber auch von Studierenden anderer Fachbereiche der West-Universität sowie von der deutschsprachigen Minderheit.